# بانكي بروستر
بانكي بروستر (بالإنجليزية: Punky Brewster)‏، هي مسلسل أمريكي مكون من 4 مواسم، بدأت عرضها سنة 1984، وأنتهت عام 1988، من بطولة جورج جاينز وسوزي غاريت وشيريي جونسون وتي كي كارتر.